# En timme med dig
En timme med dig (engelska: One Hour with You) är en amerikansk romantisk komedifilm och musikal från 1932. Filmen är regisserad av Ernst Lubitsch och George Cukor, med manus skrivet av Samson Raphaelson. Den är en filmatisering av en pjäs av Lothar Schmidt och Lubitsch hade redan filmat den som stumfilm 1924 under titeln The Marriage Circle.

## Rollista (i urval)
- Maurice Chevalier – Dr. Andre Bertier
- Jeanette MacDonald – Colette Bertier
- Genevieve Tobin – Mitzi Oliver
- Charles Ruggles – Adolph
- Roland Young – professor Oliver
- Josephine Dunn – Mademoiselle Martel
- Richard Carle – privatdetektiv Henri Dornier
- George Barbier – poliskommissarien
- Charles Coleman – Marcel (ej krediterad)